# Бастильський вокзал

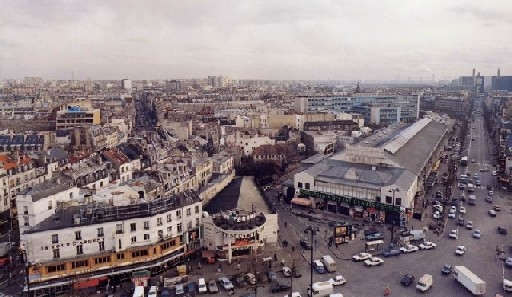
Бастильський вокзал

Бастильський вокзал — залізничний вокзал на площі Бастилії, що працював у 1859-1969. Пов'язував Париж з передмістями Брі-Комте-Робер та Верней-Л'Еталь. Мав 6 залізничних колій. Закритий вроку, після чого будівля використовувалася як майданчик для різних виставок. У 1984 будівлю знесено для будівництва Опера Бастилія.